# Данска на Европском првенству у атлетици у дворани 1974.
Данска је учествоваla на 5. Европском првенству у атлетици у дворани 1974. одржаном у дворани Скандинавијум у Гетеборгу, (Шведска), 9. и 10. марта 1974.
У њеном петом учешћу на европским првенствима у дворани репрезентацију Данске представљала су 5 атлетичара (3 мушкаарац и две жена) који су учествовали у 5 дисциплина (3 мушке и ј2 женске)
И на овом првенству атлетичари Данске нису успели освојити прву медаљу.
У табели успешности према броју и пласману такмичара који су учествовали у финалним такмичењима (првих 8 такмичара) Данска је имала једног представинка и са 5 бодова делила 17. место са Норвешком и Шпанијом од 22 земље које су имале представника у финалу, Једино Аустрија, Ирска и Луксембург нису имале ниједног финалисту.
| Плас. | Земља  | 1. место | 2. место | 3. место | 4. место | 5. место | 6. место | 7. место | 8. место | Бр. финал. - Бод. |
| ----- | ------ | -------- | -------- | -------- | -------- | -------- | -------- | -------- | -------- | ----------------- |
| 17.   | Данска | −        | −        | −        | 1 − 5    | −        | −        | −        | −        | 1 − 5             |